# Campyloneurus radiator
Campyloneurus radiator är en stekelart som först beskrevs av Charles Thomas Brues 1926.  Campyloneurus radiator ingår i släktet Campyloneurus och familjen bracksteklar. Inga underarter finns listade.